# ГАЕС Rönkhausen
ГАЕС Rönkhausen — гідроаккумулююча електростанція в Німеччині на заході країни, у федеральній землі Північний Рейн-Вестфалія.
Будівництво станції розпочали у 1964-му та завершили через п'ять років. Нижній резервуар створили, перекривши греблею долину струмка Глінгебах (впадає у Ленне, ліву притоку Рура). Повністю штучний верхній резервуар облаштували на висотах правого берега Ленне. Він забезпечує накопичення 0,95 млн м3 води, чого вистачає для роботи станції з номінальною потужністю впродовж 4 годин 55 хвилин. При напорі від 254 до 277 метрів це еквівалентне 0,69 млн кВт-год.
Верхній резервуар з'єднує з машинним залом тунель довжиною 900 метрів. Сам зал заглиблений у землю на 40 метрів, так що на поверхні перебуває лише його верхній поверх. Він обладнаний двома оборотними турбінами типу Френсіс із однаковою сукупною потужністю 140 МВт в турбінному та насосному режимах.
Ефективність гідроакумулюючого циклу станції складає 75,1 %.